# Albi di Dampyr (2001)
Albi pubblicati del fumetto Dampyr nel 2001.
| Nr. | Titolo                  | Soggetto         | Sceneggiatura    | Disegni             | Copertina    |
| --- | ----------------------- | ---------------- | ---------------- | ------------------- | ------------ |
| 10  | Casa di sangue          | Maurizio Colombo | Maurizio Colombo | Alessandro Baggi    | Enea Riboldi |
| 11  | Nemesis                 | Maurizio Colombo | Maurizio Colombo | Giuliano Piccininno | Enea Riboldi |
| 12  | Anima persa             | Mauro Boselli    | Mauro Boselli    | Luca Rossi          | Enea Riboldi |
| 13  | L'isola della strega    | Maurizio Colombo | Maurizio Colombo | Stefano Andreucci   | Enea Riboldi |
| 14  | I ribelli               | Mauro Boselli    | Mauro Boselli    | Stefano Casini      | Enea Riboldi |
| 15  | Nato nella palude       | Mauro Boselli    | Mauro Boselli    | Maurizio Dotti      | Enea Riboldi |
| 16  | Delta blues             | Mauro Boselli    | Mauro Boselli    | Maurizio Dotti      | Enea Riboldi |
| 17  | Il conte Magnus         | Mauro Boselli    | Mauro Boselli    | Marco Torricelli    | Enea Riboldi |
| 18  | Lo schermo demoniaco    | Maurizio Colombo | Maurizio Colombo | Luca Rossi          | Enea Riboldi |
| 19  | La luce nera            | Maurizio Colombo | Maurizio Colombo | Nicola Genzianella  | Enea Riboldi |
| 20  | Il castello nei Carpazi | Mauro Boselli    | Mauro Boselli    | Giuliano Piccininno | Enea Riboldi |
| 21  | Transylvanian express   | Mauro Boselli    | Mauro Boselli    | Mario Rossi (Majo)  | Enea Riboldi |

## Casa di sangue
Una Maestra della Notte particolare vive a Parigi: Araxe è una "dormiente", che da più di due secoli si è immersa in uno stato di animazione sospesa per non doversi più nutrire di sangue a danno della razza umana; a vegliare sul suo sonno c'è Victor, un vecchio poeta anarchico innamorato di lei dal primo momento in cui l'ha conosciuta. Sfortunatamente a Parigi vive anche qualcuno che ha dei buoni motivi per odiarla: il Maestro Verdier, il cui corpo è stato orribilmente trasformato da quando Araxe ha interrotto un rituale magico che avrebbe dovuto aumentare la sua potenza. Poiché Araxe non è in grado di difendersi, toccherà ad Harlan affrontare gli orrori della base di Verdier, la "Maison Enfer", secolare luogo di efferati delitti e dove hanno dimora i più sanguinari assassini di Parigi.

## Nemesis
Finita la guerra nei Balcani, Kurjak torna nel suo paese natale accompagnato da Harlan e Tesla per poter dare una mano a chi è sopravvissuto. Ma la pace è ben lontana da queste terre: gli abitanti del villaggio rivale dei Kovash stanno sequestrando gli abitanti della regione per la sede locale della multinazionale Temsek, che sta sperimentando su delle cavie umane l'efficacia del suo gas mortale "nemesis". Con la morte del suo primo amore, la strega Nadjia, Kurjak decide di attaccare la sede della Temsek e di regolare una volta per tutte con i Kovash alcuni vecchi conti del passato.

## Anima persa
Il simpatico avversario di Caleb, Nikolaus, sta cercando di recuperare la propria conoscenza perduta, fra cui anche la formula per la trasformazione dei metalli, tramite la redenzione di un dybbuk, un'anima sospesa fra il bene ed il male: la scelta cade su Jan Mydlar, boia di Praga durante la fallita rivolta boema. Ma i superiori di Nikolaus, fra cui il Maestro della Notte Nergal, non gradiscono l'iniziativa e sono risoluti a volerlo punire duramente; mentre Harlan cerca disperatamente di lottare contro forze soverchianti nella "Casa ai due serpenti" per salvare l'amico, Tesla è succube del fascino di Samael, il "Principe dei seduttori".

## L'isola della strega
In un'isola del mare Egeo si trova una zona d'ombra, luogo interamente dominato dal male e attualmente rifugio di una pericolosa strega, Helena Morkov, che aveva fatto parlare di sé nel corso dei secoli. Deciso a liberare l'area da una creatura così malvagia, Harlan parte per la Grecia, ma sulla strada incontrerà anche la potente veggente Ann Jurging, che ha un vecchio conto da regolare con Helena: quando era una bambina, la "Strega Regina" aveva cercato di impossessarsi dei suoi enormi poteri. Approdati sull'isola maledetta, Harlan ed Ann dovranno affrontare gli abitanti del villaggio ipnotizzati, pericolosi mutaforma e le apparentemente immortali seguaci della strega.

## I ribelli
Alcuni soldati occupanti Djovkhar (Grozny) vengono trovati morti e completamente dissanguati: che i responsabili siano i "vampiri di Djovkhar", così come si mormora in giro? Harlan e compagni si recano nell'area per indagare, ma non troveranno vampiri, bensì un gruppo di coraggiosi medici dell'associazione umanitaria Medical Team, il feroce Colonnello Petrov e gli ultimi ribelli di Djovkhar, dei giovani ragazzi che per nascondersi dalle forze speciali d'occupazione sono costretti a rintanarsi nei sotterranei della città.

## Nato nella palude
Alcuni morti dissanguati in Mississippi sono sufficienti per risvegliare l'attenzione di Harlan e Kurjak, che si recano nella Contea di Gillsburg per indagare: i responsabili sono i membri degli Swamp Lizards, una band rock che venne vampirizzata dal Maestro della Notte Legba e a cui, in seguito, venne fatto dono della libertà. La loro strada si incrocerà con due bluesman, mentre gli Swamp Lizards preparano il loro ultimo concerto in mezzo alla palude dove il loro aereo si schiantò.

## Delta blues
Nonostante gli Swamp Lizards non siano più un pericolo, il loro Maestro, Legba, è ancora in circolazione. Harlan e Kurjak seguono le sue tracce partendo dalla storia del famoso bluesman Robert Johnson, che ottenne la celebrità proprio grazie ad un patto con Legba; ma il corrotto Sceriffo Duquesne e i suoi ignari aiutanti faranno di tutto per fermarli: Harlan viene ferito gravemente e portato in ospedale, dove subisce un fallito tentativo di omicidio. Nello scontro finale con Legba, molti nodi verranno al pettine e il territorio verrà finalmente liberato dalla piaga dei Maestri della Notte.

## Il conte Magnus
Una formula latina recitata improvvidamente libera il conte vampiro Magnus Oland dalla bara in cui era stato imprigionato; ritornato ad Ålesund nella sua dimora maledetta, rimasta indenne dall'incendio che un secolo prima rase al suolo la città, il non-morto architetta un piano per far ritornare la propria compagna Lucretia alla sua bellezza originaria: sostituire il suo corpo con quello di Astrid Dahl, una bella restauratrice che aiuta Harlan e Tesla a fare luce sul mistero.

## Lo schermo demoniaco
Ad Amsterdam, il Maestro della Notte Alexis Musuraka attira le proprie vittime nel suo cinema maledetto per servirsene come cibo o per trasformarle in vampiri con le sembianze di famosi film dell'orrore. Recatisi nella capitale olandese per affrontarlo, Harlan e compagni faranno la conoscenza di Luis Fuller, regista ex aiuto regista di Musuraka e ora suo acerrimo nemico in quanto responsabile, tanti anni prima, della morte di sua moglie Rose. Spintisi fin dentro al covo di Musuraka, il Murnau Bioscope, Harlan, Tesla e Kurjak dovranno affrontare i mostri del cinema horror in carne ed ossa prima di eliminare definitivamente l'eccentrico Maestro.

## La luce nera
A Marrakesh, quattro giovani scrittori si recano da un veggente, il vecchio Mulawa, affinché evochi dalla Dimensione Nera Kyazar, il demone narratore, in grado di fornire loro l'ispirazione necessaria per diventare celebri; l'operazione ha successo e il demone, compiuto il suo lavoro, viene imprigionato in una pietra magica, la luce nera. Diversi anni dopo, Kyazar viene inavvertitamente liberato e può compiere la sua vendetta nei confronti di coloro che l'avevano evocato; l'unico che può aiutarli è Harlan Draka, che dovrà rintracciare Mulawa e ricacciare il demone narratore nel suo mondo. Ma l'impresa si annuncia più difficile del previsto, visto che Kyazar è in grado di creare delle illusioni mortali partendo dagli stessi racconti dei quattro scrittori.

## Il castello nei Carpazi
Dietro la rispettabile identità di direttore di un orfanotrofio rumeno si cela il Maestro della Notte Grigor Vlatna, che nel suo castello tiene prigionieri un gruppo di bambini per utilizzarli come riserva di sangue fresco. Ad interrompere la sua malvagia attività arriveranno Harlan e Tesla, che dopo aver salvato due orfanelli fuggiaschi, faranno la conoscenza di Tomsa, un non-morto di Draka; da Tomsa il Dampyr verrà a sapere che suo padre era l'antico signore di queste terre, e che esiste una lunga rivalità fra lui e Vlatna. Harlan Draka combatte per liberare il mondo dalla piaga dei Maestri, oppure è inconsapevolmente manovrato dal padre Draka per i suoi scopi?

## Transylvanian express
Nel romanzo Transylvanian express, della scrittrice scomparsa Dolly McLaine, non si racconta soltanto della storia d'amore fra due spie nemiche, lui inglese e lei irlandese, ma vi compare Draka, il padre di Harlan, come uno dei personaggi principali e si fa riferimento ad un'arma antichissima e misteriosa, portata in Europa dall'Orda d'Oro di Gengis Khan, che potrebbe causare la distruzione del genere umano. Dopo aver sconfitto il Maestro Vlatna nell'albo precedente, Harlan prolunga il suo soggiorno in Transilvania per cercare di raccogliere tracce di suo padre. Ma il Dampyr non è il solo ad interessarsi al leggendario artefatto: un gruppo di fanatici "superuomini", i Lupi Azzurri, che si ritengono ideali discendenti di Gengis Khan, sta osservando attentamente le mosse del terzetto.